# Bernafay Wood british Cemetery
Le Bernafay Wood british Cemetery, Montauban   (Cimetière militaire  du bois de Bernafay, Montauban) est un cimetière militaire de la Première Guerre mondiale, situé sur le territoire de la commune de Montauban-de-Picardie, dans le département de la Somme, au nord-est d'Amiens.

## Localisation
Ce cimetière est situé à envirton 2 kmau nord-est du village, sur la D 197 en direction de Longueval.

## Histoire

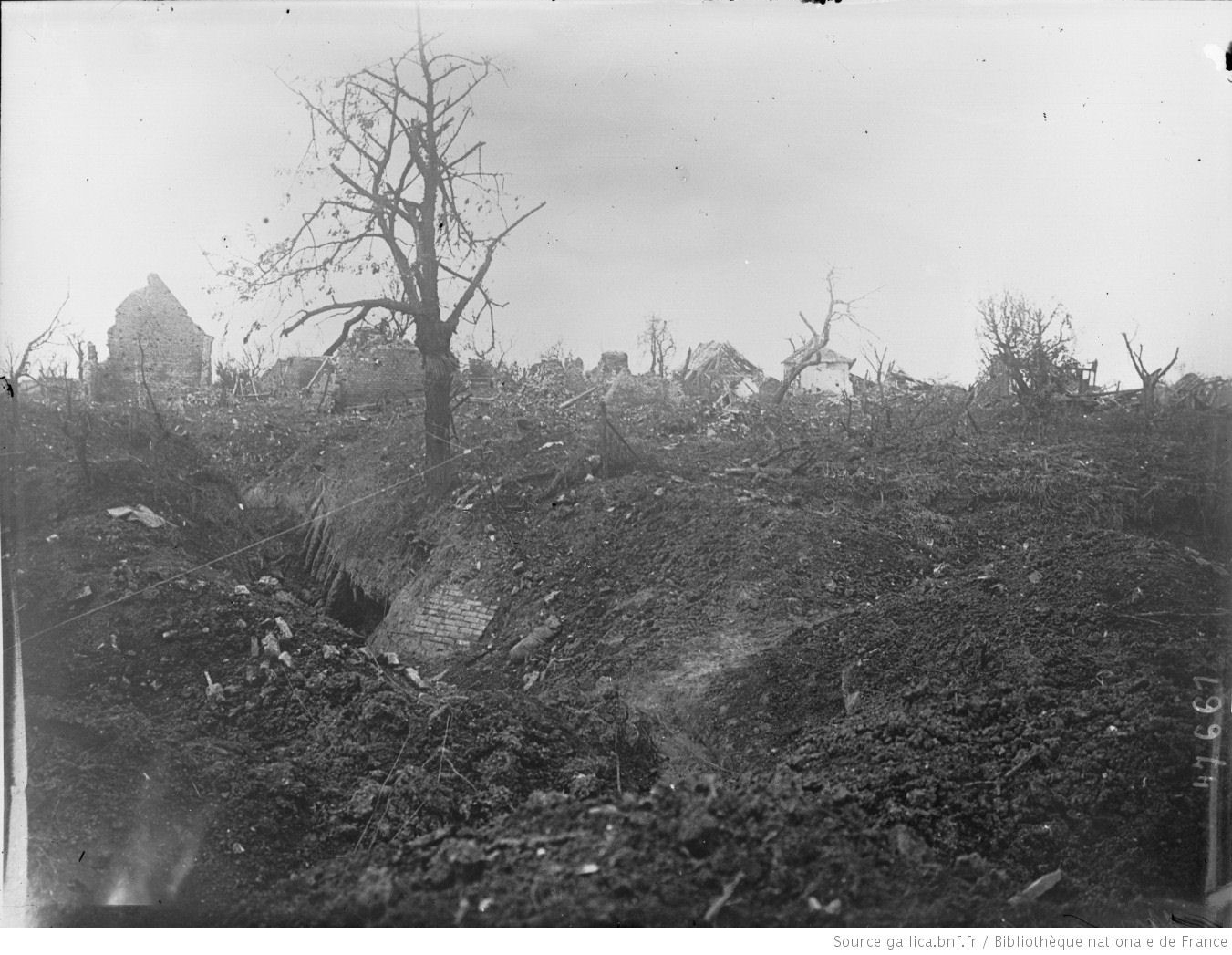
Ruines du village de Montauban-de-Picardie à l'issue de la guerre 14-18.

Le village de Montauban-de-Picardie est pris par les 30è et 18è Divisions le 1er juillet 1916, premier jour de la bataille de la Somme, et reste aux mains des troupes du Commonwealth jusqu'à la fin mars 1918 date à laquelle il repassera aux mains des Allemands. Il sera repris le 25 août 1918 par les 7è Buffs et le 1è Royal Fusiliers de la 18è Division.

Situé au nord-est du village de Montauban , le bois de Bernafay, qui a une superficie d'environ 15 ha de nos jours, restera un endroit stratégique pour les belligérant tout au long de la guerre. Il sera pris les 3 et 4 juillet 1916 par la 9è (Scottish) Division. Le 25 mars 1918, lors de la retraite sur l'Ancre, la même division est chassée du bois mais le reprend un temps. Le 27 août 1918, il est  repris définitivement par la 18è division.

Ce cimetière a été commencé par un poste de secours avancé et utilisé de juillet à octobre 1916. Il contenait les tombes de 80 soldats du Royaume-Uni et d'un prisonnier allemand. Après l'armistice, les dépouilles de soldats provenant de cimetières provisoires des environs y seront apportées.

Le cimetière britannique de Bernafay Wood contient désormais 945 sépultures et commémorations de la Première Guerre mondiale dont 417 ne sont pas identifiées, mais il existe des monuments commémoratifs spéciaux pour 11 soldats connus ou supposés être enterrés ici. D'autres mémoriaux spéciaux commémorent 12 soldats enterrés au cimetière Bernafay Wood North dont les tombes ont été détruites par des tirs d'obus.

## Caractéristique
Le cimetière a été conçu par Sir Herbert Baker.

Il doit son nom  au bois à côté duquel il a été établi.

Il est clos d'une haie d'arbustes.

## Galerie

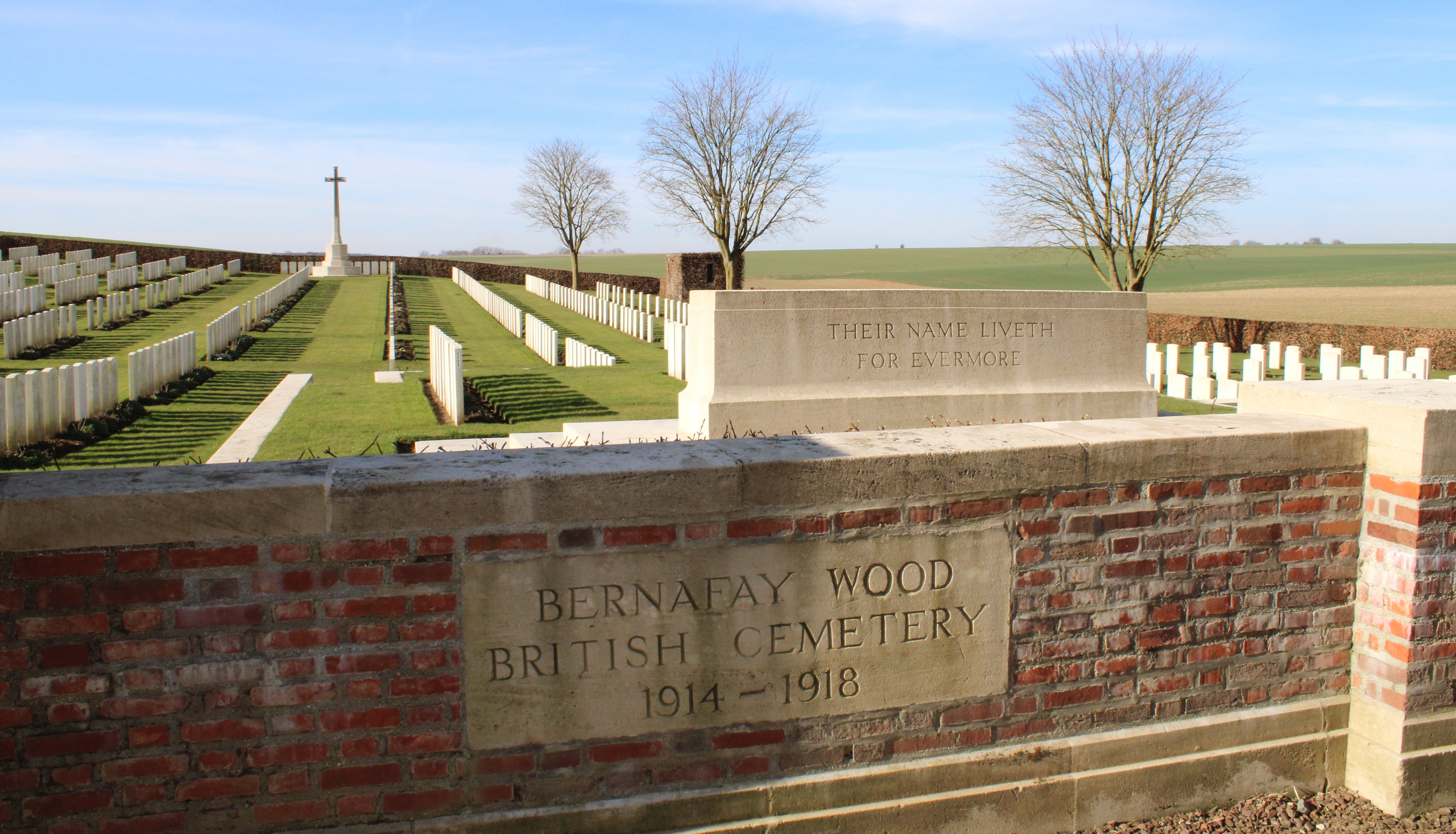
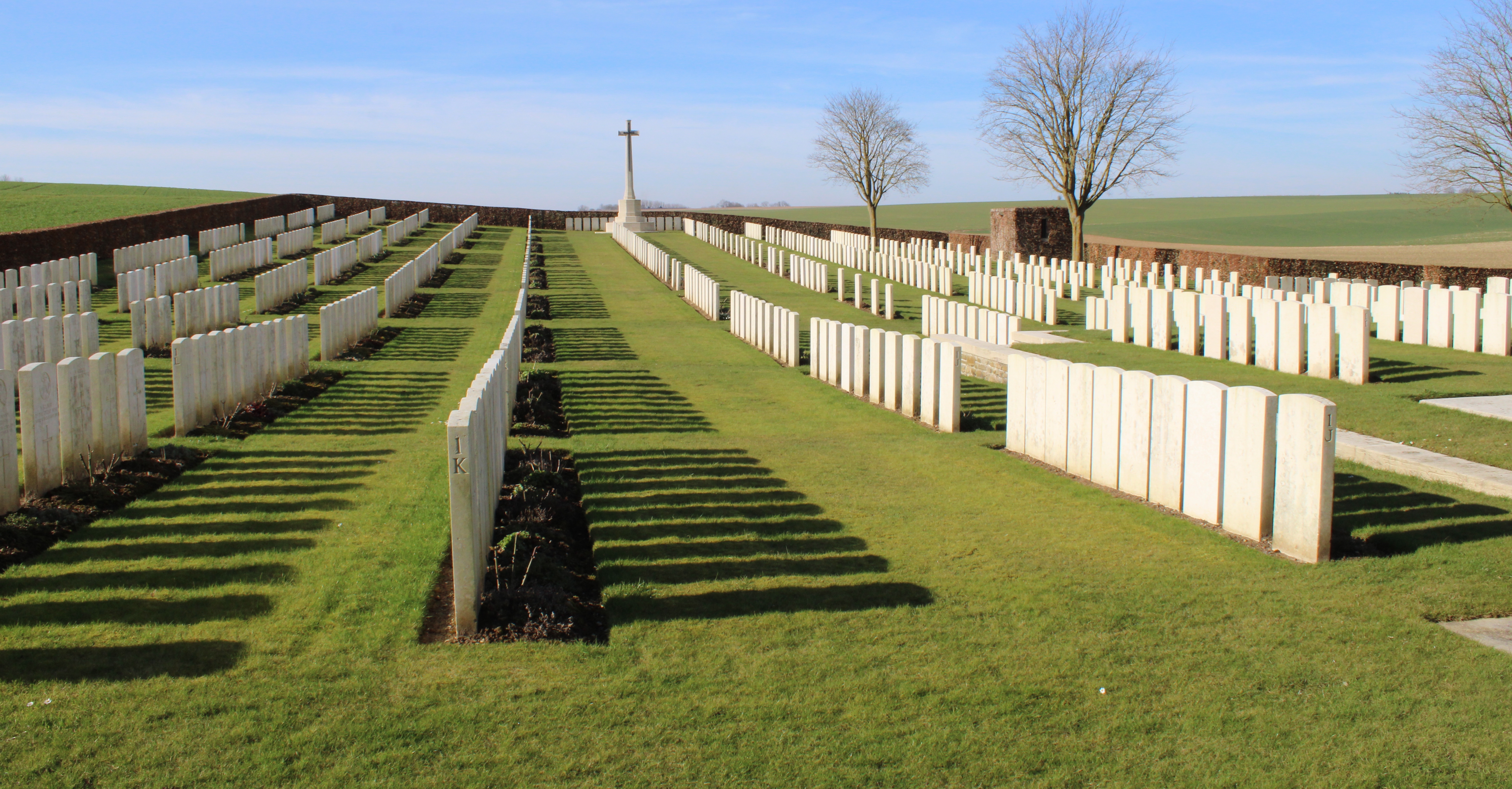
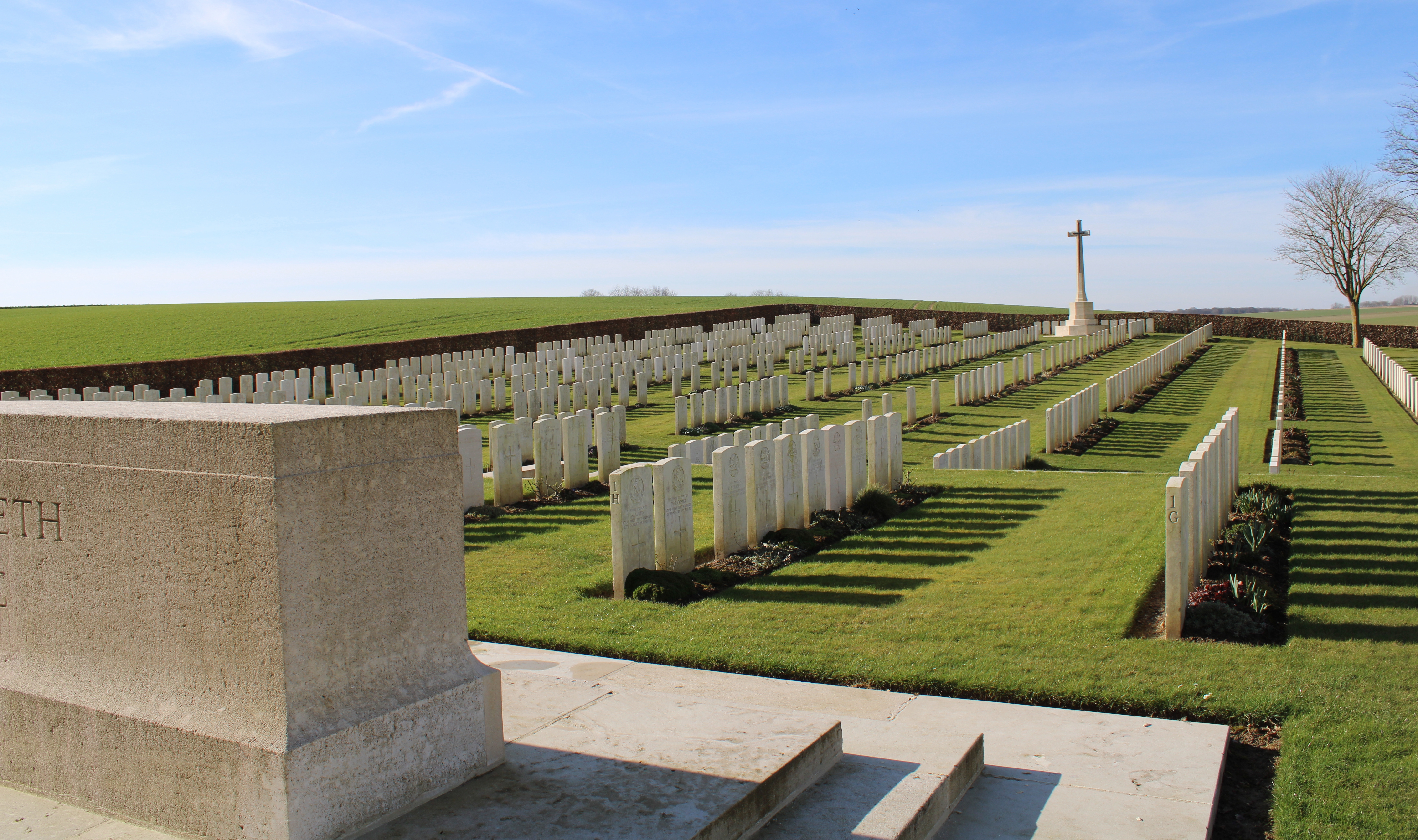
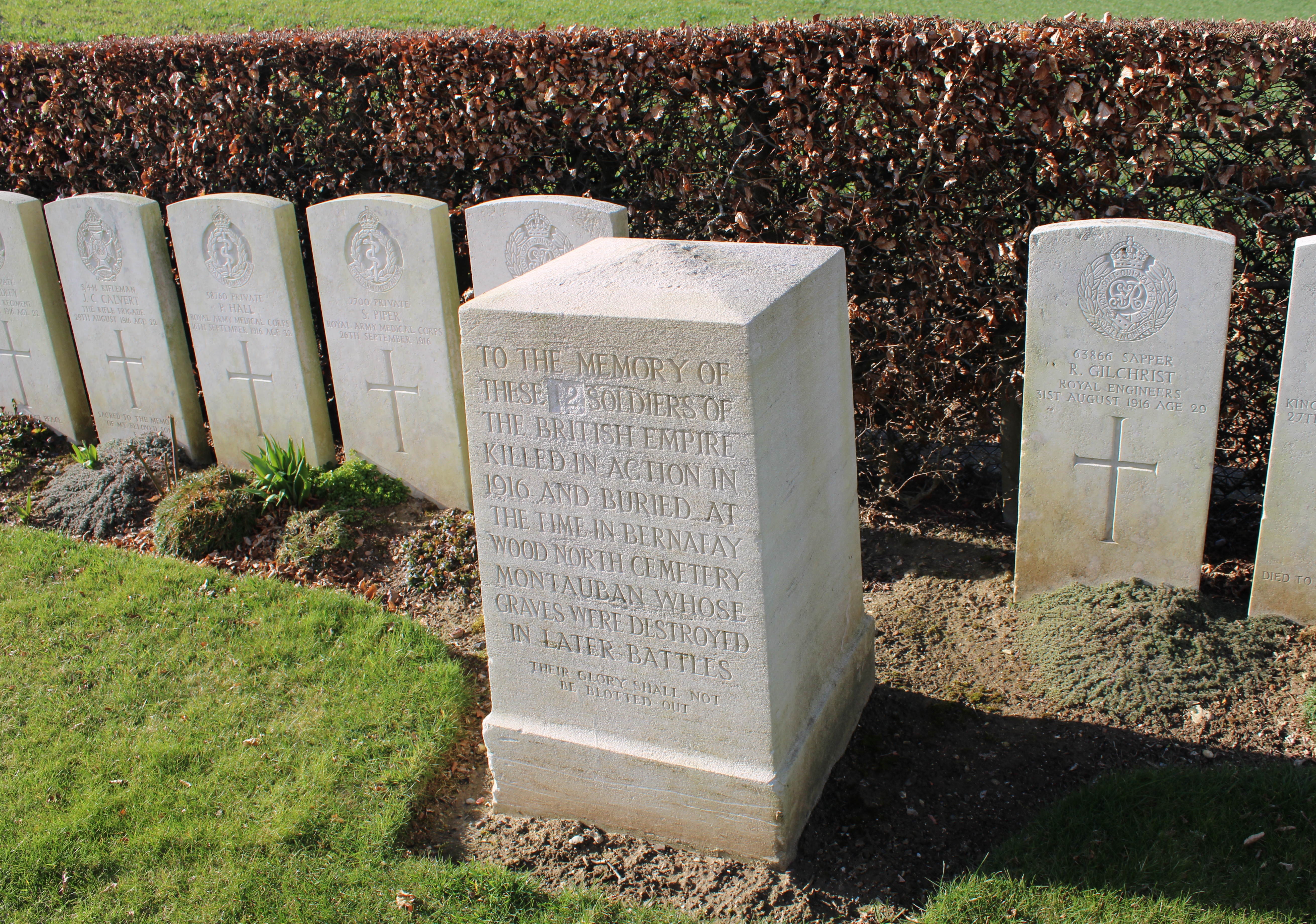
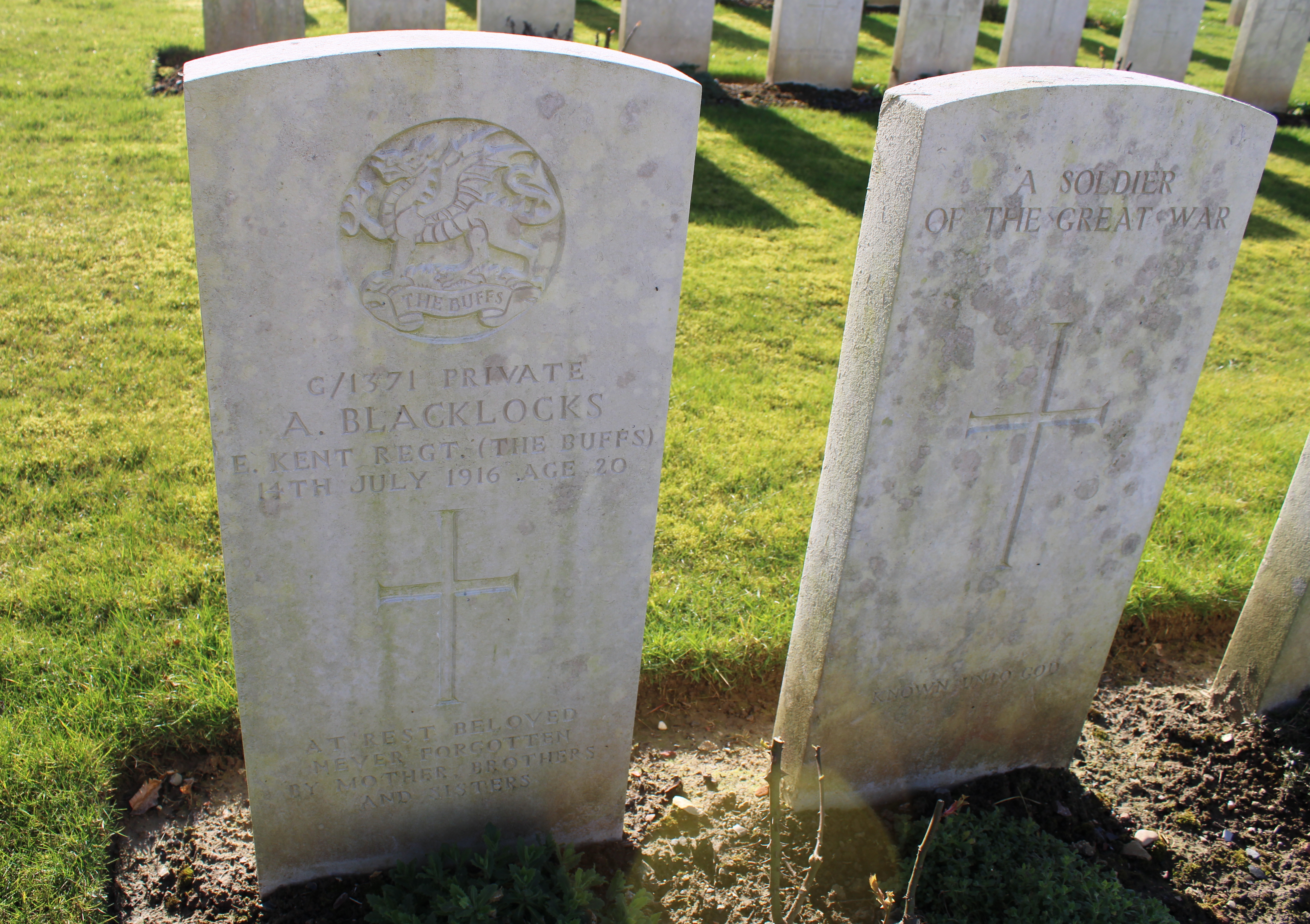
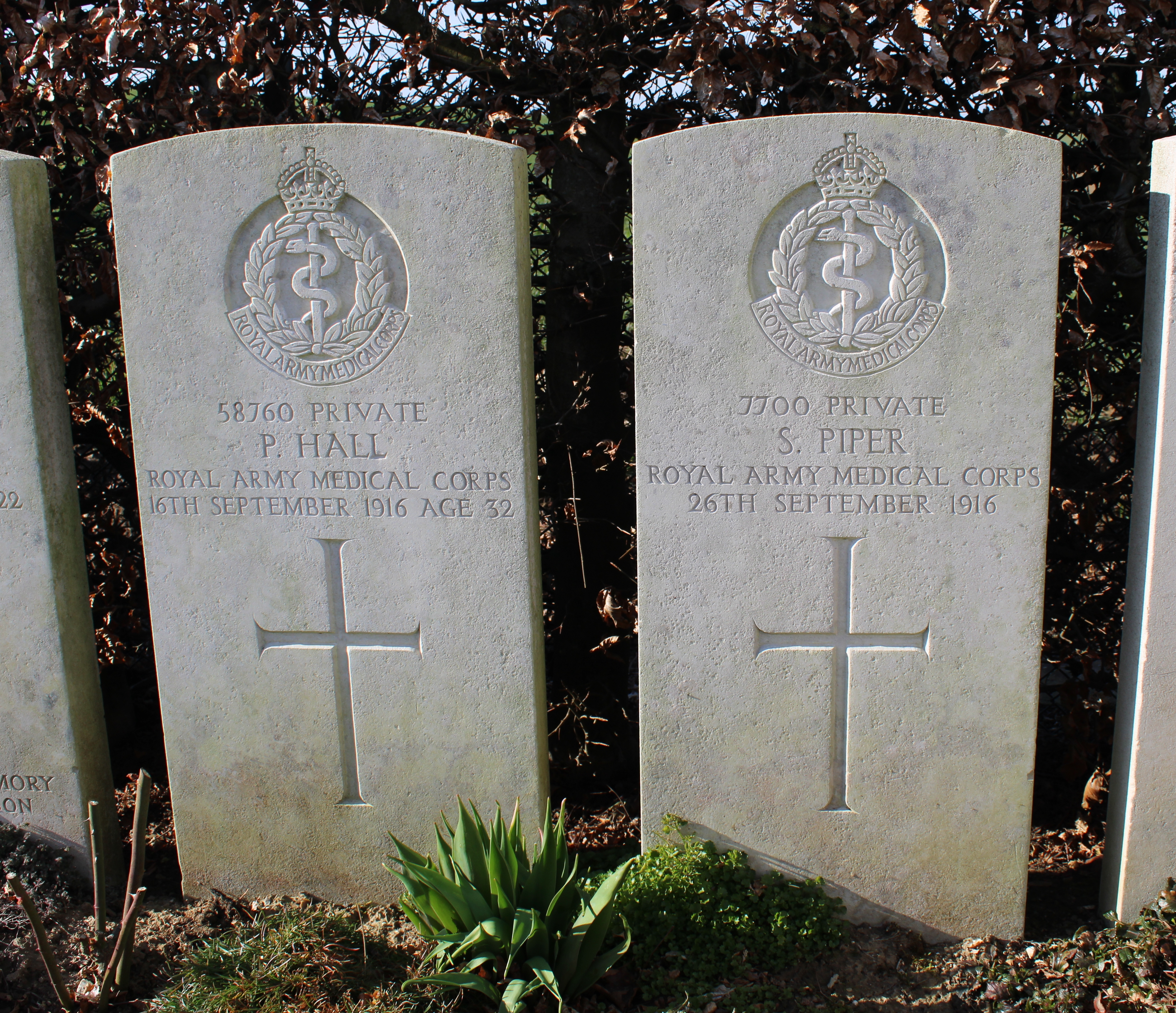

### Sépultures
| Pays             | Sépultures |
| ---------------- | ---------- |
| Royaume-Uni      | 814        |
| Australie        | 124        |
| Afrique du Sud   | 4          |
| Nouvelle-Zélande | 2          |
| Indien           | 1          |
| Total            | 945        |